# NGC 7345
NGC 7345 is een spiraalvormig sterrenstelsel in het sterrenbeeld Pegasus. Het hemelobject werd op 11 september 1872 ontdekt door de Franse astronoom Édouard Jean-Marie Stephan.

## Synoniemen
- UGC 12130
- MCG 6-49-64
- ZWG 514.83
- IRAS 22364+3514
- PGC 69401